# Лайне, Патрик
Па́трик Ла́йне (фин. Patrik Laine; род. 19 апреля 1998, Тампере, Западная Финляндия) — финский хоккеист, правый крайний нападающий клуба НХЛ «Монреаль Канадиенс». Воспитанник клуба «Таппара». Победитель молодёжного чемпионата мира (2016), чемпион Финляндии (2016, «Таппара»), обладатель серебряных медалей чемпионата мира (2016). В 18 лет был признан лучшим игроком плей-офф Финской лиги, став самым юным обладателем этого звания. На драфте НХЛ 2016 выбран под общим вторым номером клубом «Виннипег Джетс».

## Игровая карьера

### Клубная
Лайне дебютировал в главной команде «Таппары» в сентябре 2014 года, свой первый матч Финской хоккейной лиги он провёл 27 сентября против ХПК. В своём дебютном взрослом сезоне — 2014/15 — он провёл за «Таппару» 6 матчей Финской лиги, набрав в них 1 очко (0+1), и 3 матча в Хоккейной Лиге чемпионов, где забил свой первый (без учёта, возможно, Местиса) гол во взрослом хоккее — в матче против чешского клуба «Оцеларжи» 7 октября 2014 года. Бо́льшую часть этого сезона он играл во 2-м по значимости дивизионе страны, в команде «ЛеКи» из Лемпяаля (южного предместья Тампере), проведя 38 матчей с учётом плей-офф и набрав 12 (5+7) очков.
В сезоне 2015/16 Лайне показал в регулярном первенстве Финской лиги прекрасную результативность для 17-летнего игрока, проводящего первый полный сезон в этом турнире — 33 очка (17 голов, 16 передач) в 46 проведённых матчах. Также 4 очка (2+2) он набрал в 8 матчах Лиги чемпионов. В плей-офф Финской лиги крайний форвард, отметивший 18-летие во время финальной серии против ХИФК, стал лучшим снайпером с 10 голами, также сделал 5 результативных передач. «Таппара» выиграла чемпионский титул, а Лайне получил приз им. Яри Курри как лучший игрок плей-офф Финской лиги и приз памяти Ярмо Васамы как лучший новичок Финской лиги.
3 июля 2016 года подписал трёхлетний контракт новичка с клубом НХЛ «Виннипег Джетс», который ранее выбрал игрока на драфте под общим 2-м номером. В сезоне 2016/17 молодой финн стал лучшим снайпером своей новой команды, забросив 36 шайб в регулярном первенстве НХЛ. Среди новичков НХЛ сезона 2016/17 Лайне стал вторым как по голам, так и по очкам (64) в регулярном первенстве, пропустив вперёд лишь Остона Мэттьюса (40 голов, 69 очков); Лайне вошёл в символическую сборную новичков по итогам этого сезона. В январе 2017 года Лайне впервые сыграл в матче всех звёзд НХЛ.
24 ноября 2018 года оформил «пента-трик», забросив пять шайб в ворота «Сент-Луис Блюз», что до него удавалось сделать лишь 44 хоккеистам НХЛ. Ранее единственным финном, кому удалось забросить 5 шайб в матче НХЛ, был Яри Курри в 1983 году.
Из-за травм почти полностью пропустил сезон 2023/24, сыграв только 18 матчей.
20 августа был обменян в «Монреаль Канадиенс» на защитника Джордана Харриса и выбор во втором раунде драфта НХЛ 2026 года. Дебютировал в составе «Канадиенс» 3 декабря 2024 года, в первом же матче забросил шайбу в ворота «Айлендерс». В первых 9 матчах за «Монреаль» забросил 8 шайб. 17 декабря 2024 года отметился хет-триком в ворота «Баффало». Однако затем играл менее результативно, всего в 52 матчах сезона 2024/25 набрал 33 очка (20+13).

### В сборных Финляндии

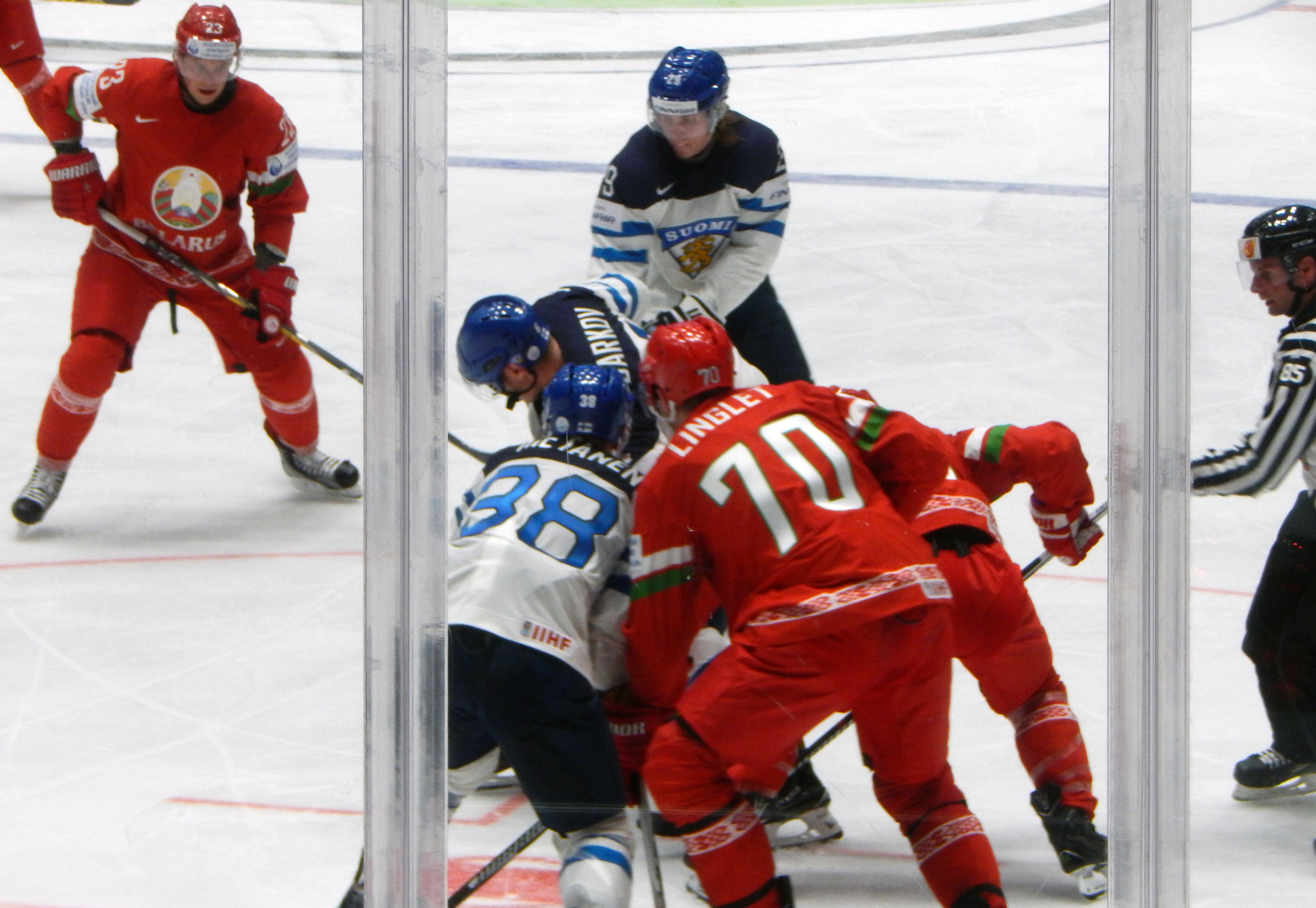
Патрик Лайне (сверху по центру) на чемпионате мира 2016 против сборной Белоруссии

В августе 2014 года сыграл на Мемориале Ивана Глинки. В апреле 2015 года выступил на юниорском чемпионате мира, разделив звание лучшего снайпера с американцем Остоном Мэттьюсом — по 8 шайб; финская сборная стала серебряным призёром турнира.
На молодёжном чемпионате мира 2016 года первое звено финнов — Лайне, Ахо и Пульюярви — показало выдающуюся игру; Лайне набрал 13 очков (7+6). В 1/4 финала против Канады Лайне забил два гола, из которых второй стал решающим при счёте 5:5. В победном финале против российской сборной (4:3 ОТ) на счету Лайне гол и голевая передача. В споре снайперов МЧМ-2016 Лайне и О. Мэттьюс поделили первое место — по 7 забитых шайб. И на ЮЧМ-2015, и на МЧМ-2016 Лайне входил в символическую сборную турнира.
11 февраля 2016 года Лайне дебютировал во взрослой сборной Финляндии в матче Евротура против Швеции.
Лайне был включён в состав финской сборной на взрослый ЧМ-2016, став самым молодым игроком в заявке своей команды. 6 мая, в первом для финнов матче турнира, против Белоруссии, Лайне открыл счёт своим результативным действиям за главную сборную Финляндии — забил две шайбы и сделал один голевой пас; его команда победила со счётом 6:2.
22 мая 2016 года в составе сборной Финляндии стал серебряным призёром чемпионата мира 2016 года. Также по итогам турнира был признан MVP чемпионата и попал в символическую сборную.

## Прочее
Своими хоккейными кумирами Лайне называет Александра Овечкина и Стивена Стэмкоса.

## Статистика
| Легенда | Легенда                    | Легенда | Легенда                   | Легенда | Легенда    |
| ------- | -------------------------- | ------- | ------------------------- | ------- | ---------- |
| И       | Количество проведённых игр | Штр     | Штрафное время            | +/−     | Плюс-минус |
| Г       | Голы                       | П       | Голевые передачи          | О       | Очки       |
| -       | Статистика неизвестна      | —       | Статистика не учитывалась |         |            |

## Награды и достижения
| Награда                                                                   | Год          | Прим.  |
| ------------------------------------------------------------------------- | ------------ | ------ |
| Символическая сборная юниорского чемпионата мира                          | 2015         | [ 11 ] |
| Символическая сборная молодёжного чемпионата мира                         | 2016         |        |
| Приз имени Яри Курри (Самый ценный игрок плей-офф Финской хоккейной лиги) | 2016         |        |
| Символическая сборная чемпионата мира                                     | 2016         | [ 12 ] |
| Самый ценный игрок чемпионата мира                                        | 2016         | [ 12 ] |
| Лучший форвард чемпионата мира                                            | 2016         | [ 13 ] |
| Участник матча всех звёзд НХЛ                                             | 2017         | [ 14 ] |
| Лучший новичок месяца в НХЛ                                               | февраль 2017 | [ 15 ] |
| Символическая сборная новичков сезона НХЛ                                 | 2017         |        |